# Pluteus pseudorobertii
Pluteus pseudorobertii är en svampart som beskrevs av M.M. Moser & Stangl 1963. Pluteus pseudorobertii ingår i släktet Pluteus och familjen Pluteaceae.  Arten är reproducerande i Sverige. Inga underarter finns listade i Catalogue of Life.

## Bildgalleri

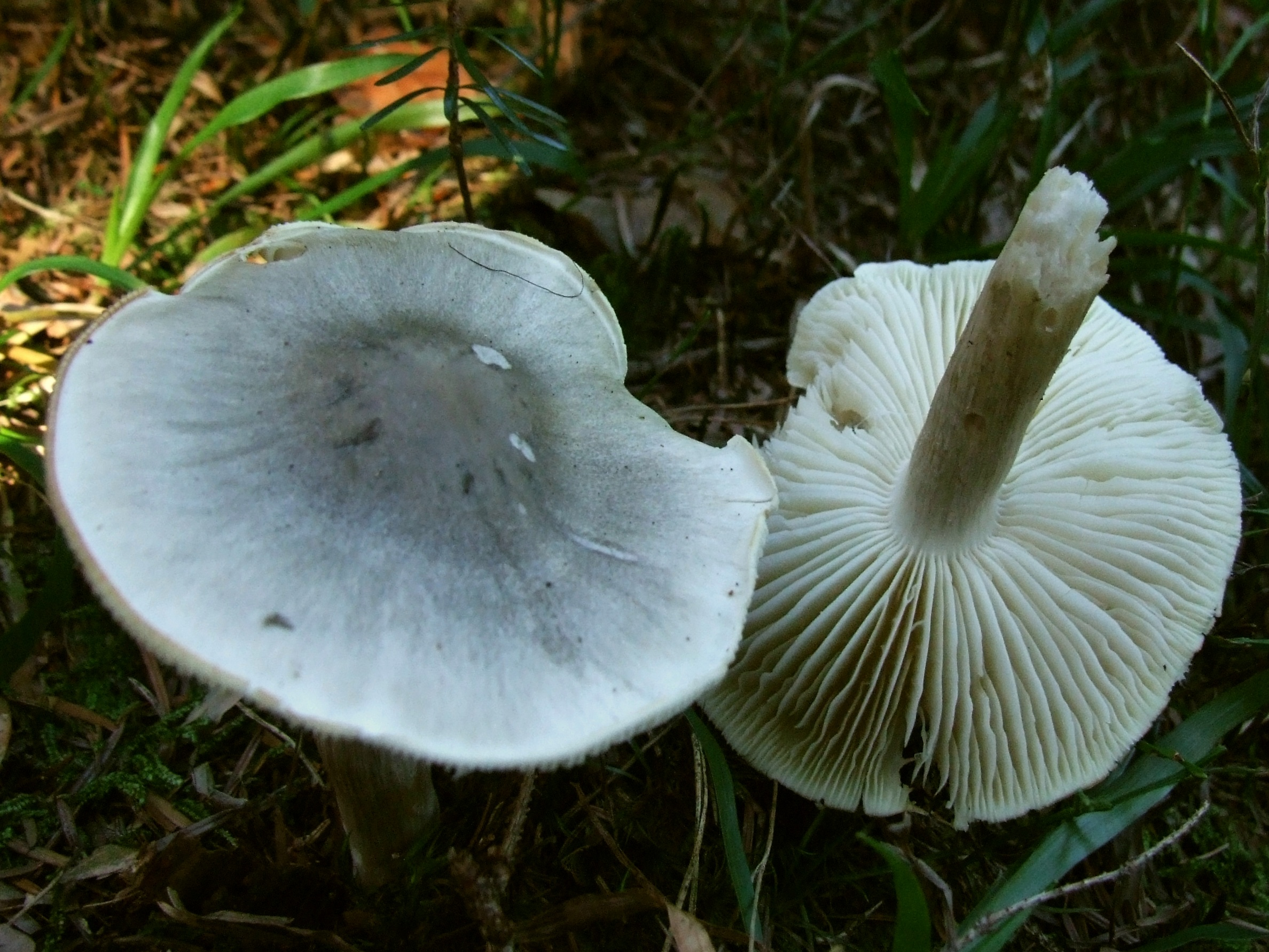